# 中御門宣俊
中御門 宣俊（なかのみかど のぶとし）は、南北朝時代から室町時代初期にかけての公卿。権中納言・中御門宣方の子。官位は従二位・権中納言。

## 経歴
応安4年/建徳2年（1371年）に権中納言・中御門宣方の嫡子として誕生。永和3年/天授3年（1377年）に正五位下・兵部権大輔に叙任され、まもなくして右兵衛佐に転ずる。
嘉慶2年/元中5年12月（1388年1月）に右少弁に任ぜられ、五位蔵人に補任される。明徳元年/元中7年12月（1391年1月）には左少弁に進み、応永元年12月（1395年1月）に右中弁と、弁官を務めつつ官位を進める。応永2年（1395年）右宮城使を兼ね、左中弁に昇任。応永3年（1396年）に従四位下・左宮城使に叙任された。
また、この間の明徳3年（1392年）閏10月5日、三種の神器が南山から京都に移され、南北朝が合体した折に催された神楽の奉行を、3代将軍・足利義満より命ぜられている。
応永4年（1397年）右大弁、応永8年（1401年）左大弁に昇進。この間、応永5年（1398年）には関白・二条師嗣の執事に任命される。応永9年（1402年）に蔵人頭に補任され、応永11年12月（1405年1月）参議となり公卿に列す。応永12年（1406年）には従三位・播磨権守に叙任。応永17年（1410年）に正三位に叙せられ、応永18年（1411年）伊予権守を兼任。応永20年（1413年）従二位に至った。
応永21年（1414年）9月6日、権中納言に任ぜられるが、同年9月13日に薨去。享年44。

## 官歴
※以下、註釈の無いものは『公卿補任』の記載に従う。
- 永和3年/天授3年（1377年）
  - 正月5日：正五位下に叙す。
  - 3月23日：兵部権大輔に任ず。
- -年（13--年）-月-日：右兵衛佐に任ず。
- 嘉慶2年/元中5年（1388年）
  - 12月4日（1389年1月1日）：右少弁に任ず。
  - 12月6日（1389年1月3日）：五位蔵人に補す。
- 明徳元年/元中7年12月24日（1391年1月29日）：左少弁に転ず。
- 応永元年12月19日（1395年1月10日）：右中弁に転ず。
- 応永2年（1395年）
  - 2月-日：右宮城使に任ず。
  - 6月-日：左中弁に転ず。
- 応永3年（1396年）
  - 3月-日：左宮城使に転ず。
  - 8月25日：従四位下に叙す。
  - 12月-日：従四位上に叙す[1]。
- 応永4年（1397年）3月29日：右大弁に転ず。
- 応永5年（1398年）3月9日：二条師嗣の執事に補す[2]。
- 応永-年（1---年）-月-日：正四位下に叙す。
- 応永-年（1---年）-月-日：正四位上に叙す。
- 応永8年（1401年）3月-日：左大弁に転ず。
- 応永9年（1402年）7月22日：蔵人頭に補す。
- 応永11年12月17日（1405年1月17日）：参議に任ず。
- 応永12年（1405年）
  - 正月6日：従三位に叙す。
  - 3月17日：播磨権守を兼ぬ。
- 応永17年（1410年）正月5日：正三位に叙す。
- 応永18年（1411年）正月28日：伊予権守を兼ぬ。
- 応永20年（1413年）正月-年：従二位に叙す。
- 応永21年（1414年）9月6日：権中納言に任ず。

## 系譜
- 父：中御門宣方
- 母：不詳
- 妻：不詳（生母不明の子女）
  - 男子：中御門宣輔（1392-1439）
  - 男子：房恵（?-?）
  - 男子：房明（?-?）
  - 女子：小林寺殿 - 一条兼良正室（1405-1473）